# 巫馬施

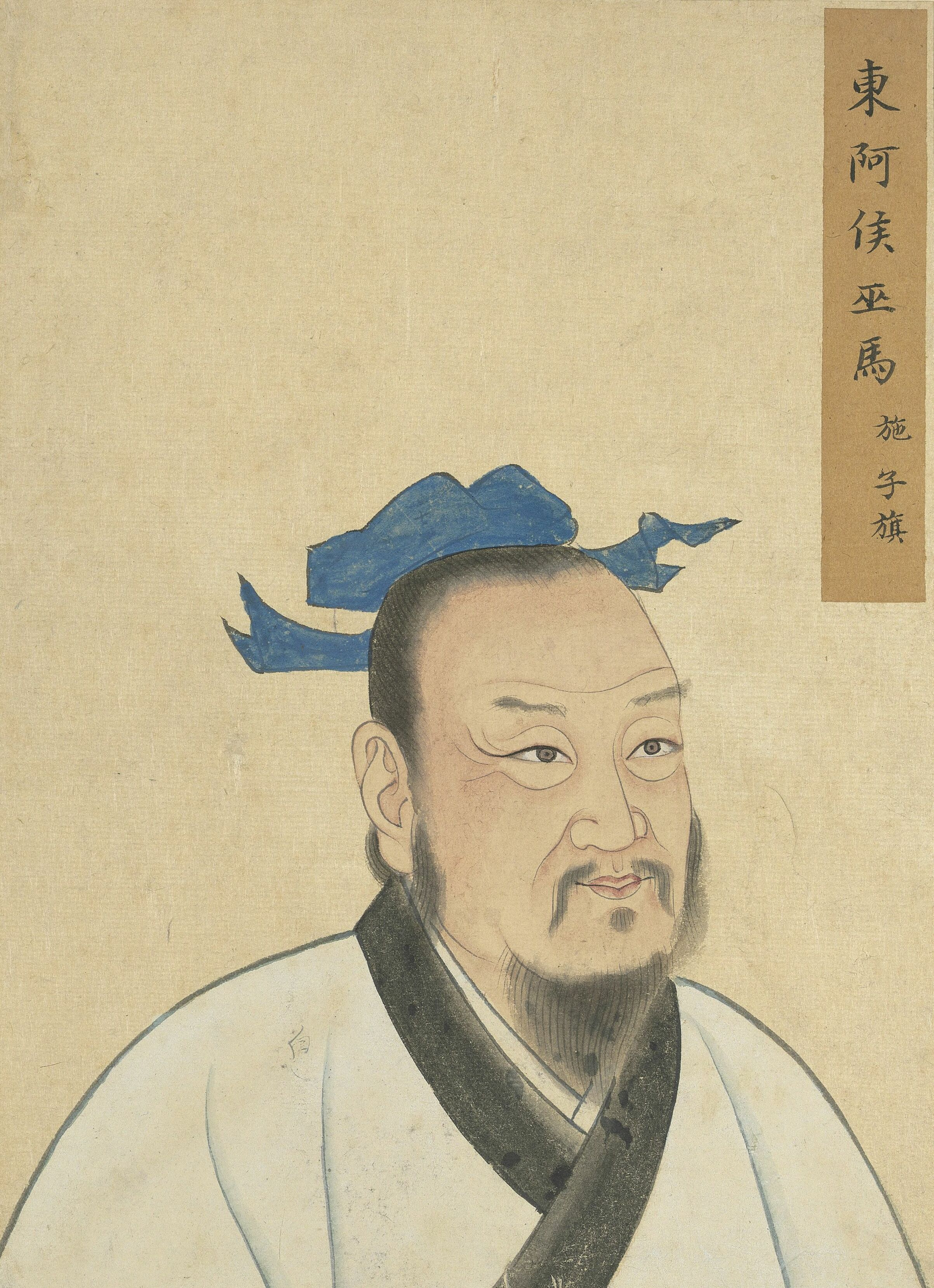
巫馬施

巫馬施（前521年—？），複姓巫馬，名施，字子旗，又作子期，春秋時期魯國人。《吕氏春秋》说巫馬施和宓子贱一样也担任过单父宰，《韩诗外传》上提到巫馬施和子路的故事。唐代開元年間封「鄫伯」，宋時封「東阿侯」。